# José Luis Pineda Sierra
José Luis Pineda (Acapulco, Guerrero, México, 4 de febrero de 1990) es un futbolista mexicano. Juega como delantero y su club actual son los Mérida FC con el que quiere ir a la Primera División de México.

## Trayectoria
José Luis Pineda se inició en la cantera del Club Santos Laguna para después pasar a la cantera de los Tiburones Rojos de Veracruz para que en el 2011 debutara con Daniel Guzmán para después pasar al draf de invierno para estar con Lobos de la BUAP desde el clausura 2013 en adelante. Actualmente se desempeña como coordinador del deporte municipal en jalisco.

### Clubes
| Club                        | País   | Año       | PJ | Goles |
| --------------------------- | ------ | --------- | -- | ----- |
| Tiburones Rojos de Veracruz | México | 2011-2012 | 33 | 18    |
| Lobos de la BUAP            | México | 2013      | 9  | 3     |
| Mérida FC                   | México | 2013-2014 | 10 |       |

- Datos: Q5941601